# NGC 515
NGC 515 is een lensvormig sterrenstelsel in het sterrenbeeld Vissen. Het hemelobject ligt 211 miljoen lichtjaar (64,7 × 106 parsec) van de Aarde verwijderd en werd op 13 september 1784 ontdekt door de Duits-Britse astronoom William Herschel.

## Synoniemen
- GC 299
- 2MASX J01243853+3328214
- H 3.167
- h 113
- MCG +05-04-052
- PGC 5201
- UGC 956
- VV 36
- ZWG 502.77